# Hofgang

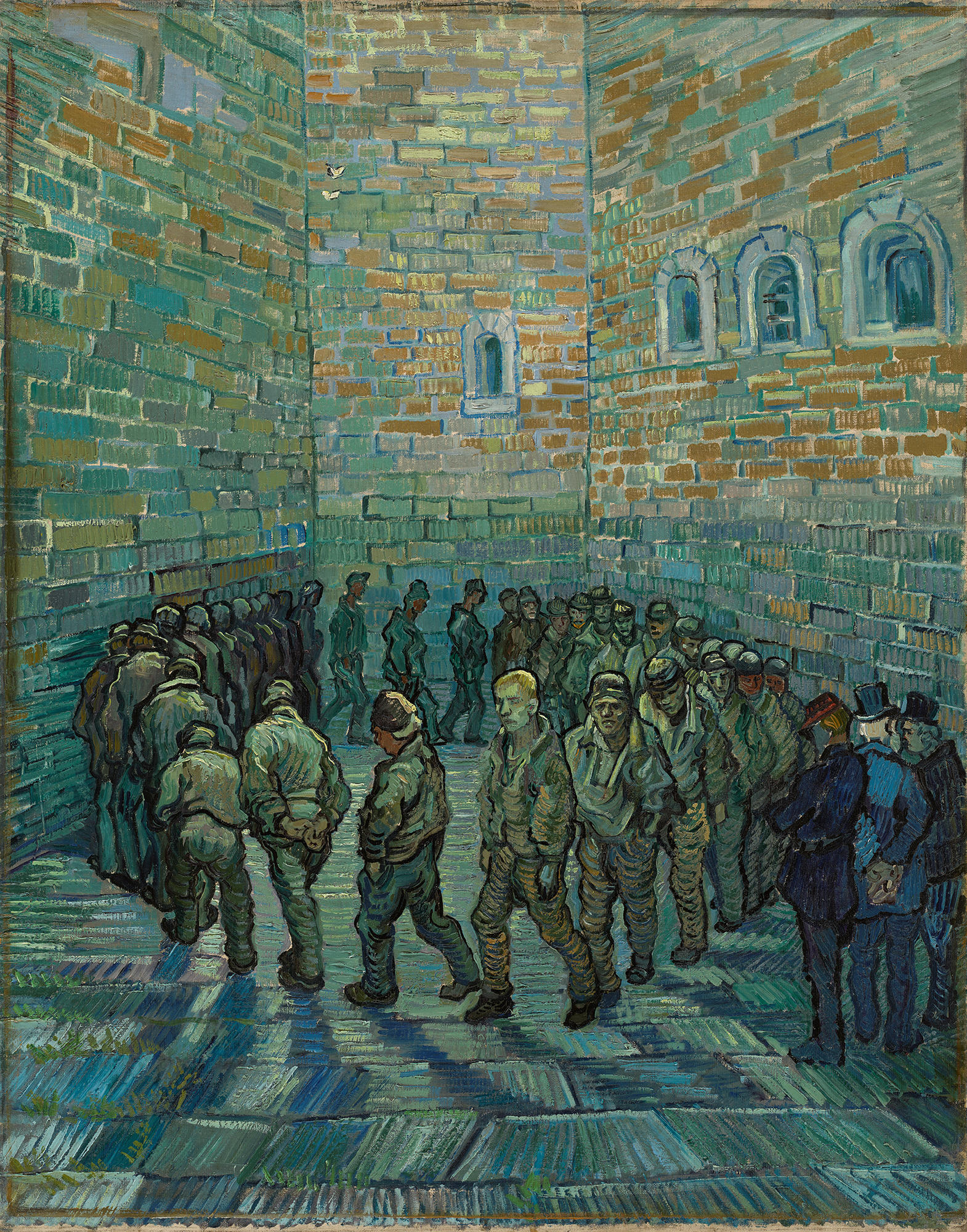
Vincent van Gogh: Runde der Gefangenen, 1890

Der Hofgang ist die Möglichkeit für die Gefangenen in einem Gefängnis, einen Teil ihrer Freizeit, meist zusammen mit anderen Gefangenen, für eine festgesetzte Zeit an einem dafür vorgesehenen Ort an der frischen Luft zu verbringen. Deshalb wird die Zeit des Hofganges häufig auch Freistunde genannt, in Deutschland wird das speziell dafür ausgelegte Areal Freistundenhof bezeichnet.

## Rechtliche Regelung in Deutschland
Der Hofgang ist in § 64 Strafvollzugsgesetz geregelt und wird als Aufenthalt im Freien bezeichnet. Üblich sind in Justizvollzugsanstalten Hofgangzeiten zwischen einer und zwei Stunden. Abhängig von den baulichen und räumlichen Voraussetzungen kann während des Hofgangs die Möglichkeit zur sportlichen Betätigung bestehen: Basketball, Volleyball, Handball, Badminton u. Ä. Der Hofgang ist neben der Arbeit eine der wenigen Möglichkeiten für die Gefangenen, mit Mitgefangenen anderer Abteilungen zusammenzutreffen, und hat daher in ihrem Tagesablauf einen hohen Stellenwert. Für Einschränkungen bei dieser Form der Freizeitgestaltung gelten sehr hohe Anforderungen (siehe z. B. Art. 11,  Abs. 3 des Bayerischen Maßregelvollzugsgesetzes (BayMRVG)).